# Gaas
Gaas település Franciaországban, Landes megyében. Lakosainak száma 471 fő (2022. január 1.). Gaas Bénesse-lès-Dax, Cagnotte, Heugas és Pouillon községekkel határos.

## Népesség
| Lakosok száma | 349  | 320  | 364  | 450  | 494  | 515  | 496  | 486  | 474  | 471  |
|               | 1968 | 1982 | 1999 | 2006 | 2011 | 2015 | 2017 | 2018 | 2020 | 2022 |